# Barão de Itapicuru de Cima
Barão de Itapicuru de Cima é um título nobiliárquico brasileiro criado por decreto de 22 de outubro de 1825, por D. Pedro I do Brasil, em favor a Luís Manuel de Oliveira Mendes.
Titulares
1. Luís Manuel de Oliveira Mendes;
2. Manuel de Oliveira Mendes – filho do anterior, primeiro e único visconde de Itapicuru de Cima.